# Титовы (деревня)
 Титовы  — опустевшая деревня в Афанасьевском районе Кировской области в составе Ичетовкинского сельского поселения.

## География
Расположена на расстоянии примерно 8 км на север от райцентра поселка  Афанасьево.

## История
Известна была с 1926 года как починок Титовский, хозяйств 7  жителей 34 (23 «пермяки»), в 1950 поселок Титовы, 12 и 55 соответственно, в 1989 году (деревня Титовы) 12 жителей .  

## Население
Постоянное население составляло 2 человека (русские 100%) в 2002 году, 0 в 2010.